# Pareumenes eximius
Pareumenes eximius är en stekelart som först beskrevs av Smith.  Pareumenes eximius ingår i släktet Pareumenes och familjen Eumenidae. Inga underarter finns listade i Catalogue of Life.